# Абхаско-адигејски језици
Абхаско-адигејски, абхаско-черкески, северозападнокавкаски или западнокавкаски језици, су језичка породица заступљена на северозападном Кавказу, пре свега у руским републикама Адигеји, Кабардино-Балкарији, Карчајево-Черкезији и отцепљеној и међународно непризнатој републици Грузије — Абхазији.

## Класификација
Северозападнокавкаска породица језика укључује 5 језика: абхаски језик, којим се говори у Абхазији, абазински језик, кабардински језик (језик Источних Черкеза) којим се говори у Кабардино-Балкарији и Карчајево-Черкезији, адигејски језик (језик Западних Черкеза) којим се говори у Адигеји и убишки језик (који је изумро 7. октобра 1992. смрћу последњег говорника Тевфика Есенча).
Класификација северозападнокавкаских језика:
- Абхаско-абазински језици
  - Абхаски језик
  - Абазински језик
- Черкески језици
  - Адигејски језик
  - Кабардински језик
- Убишки језик †

## Повезаност са другим породицама
Неки лингвисти породицу северозападнокавкаских језика сматрају делом хипотетичке севернокавкаске породице језика, у којој се поред северозападнокавкаских језика налазе и североисточнокавкаски језици. Према одређеним лингвистима ова хипотеза није добро демонстрирана, али је према некима могућа.
Према грузијском лингвисти Арнолду Чикобави северозападнокавкаски (абхаско-адигејски) језици, североисточнокавкаски (нахско-дагестански) језици и јужнокавкаски (картвелски) језици, са три изумрла језика хатским, хуријским и урартским чине део хипотетичке кавкаске породице језика. Међутим, већина лингвиста одбацује ову хипотезу.